# Bowls na Igrzyskach Imperium Brytyjskiego 1930
Mecze Bowls rozegrane podczas I. Igrzysk Imperium Brytyjskiego w 1930 roku obejmowały trzy konkurencje męskie: mecze singlowe, par i czwórek.

## Rezultaty
| Konkurencja |                                                          |                                                          |                                                             |
| ----------- | -------------------------------------------------------- | -------------------------------------------------------- | ----------------------------------------------------------- |
| Single      | Robert Colquhoun                                         | J.G. Thomas                                              | William Fielding                                            |
| Pary        | Tommy Hills / George Wright                              | William Fielding / Percy McWhannell                      | W.H. Moore / Arthur Reid                                    |
| Czwórki     | Anglia Ernie Gudgeon James Edney Jack Frith Albert Hough | Kanada Harry Allen Jimmy Campbell Mitch Thomas Billy Rae | Szkocja David Fraser John Orr Tom Chambers William Campbell |

## Tabela medalowa
| Poz. | Państwo           |   |   |   | Łącznie |
| 1    | Anglia            | 3 | - | - | 3       |
| 2    | Kanada            | - | 1 | 1 | 2       |
| 2    | Nowa Zelandia     | - | 1 | 1 | 2       |
| 4    | Południowa Afryka | - | 1 | - | 1       |
| 5    | Szkocja           | - | - | 1 | 1       |